# Pygmaeosoma palnense
Pygmaeosoma palnense är en mångfotingart som beskrevs av Carl 1941. Pygmaeosoma palnense ingår i släktet Pygmaeosoma och familjen Pygmaeosomatidae. Inga underarter finns listade i Catalogue of Life.